# Acontia chrysoproctis
Acontia chrysoproctis är en fjärilsart som beskrevs av George Francis Hampson 1902. Acontia chrysoproctis ingår i släktet Acontia och familjen nattflyn. Inga underarter finns listade i Catalogue of Life.